# Chemin de fer de la vallée de la Wutach
 (avril 2021).
Si vous disposez d'ouvrages ou d'articles de référence ou si vous connaissez des sites web de qualité traitant du thème abordé ici, merci de compléter l'article en donnant les références utiles à sa vérifiabilité et en les liant à la section « Notes et références ».
Le chemin de fer Lauchringe-Hintschingen est une  ligne de chemin de fer à voie normale unique en Allemagne du Sud qui traverse la réserve naturelle du sud de la Forêt Noire. Elle relie la gare de Lauchringen, anciennement appelée Oberlauchringen, sur la Hochrheinbahn à la jonction de Hintschingen, où elle rejoint la ligne de la Forêt-Noire.
Parce qu'il suit la rivière Wutach dans le premier tiers de l'itinéraire jusqu'à la gare de Weizen, l'itinéraire est également connu sous le nom de chemin de fer de la vallée de Wutach. Il doit le nom de Sauschwänzlebahn (chemin de fer en queue de cochon) au tracé sinueux de la section médiane et surtout au tunnel en spirale de la Stockhalde. La section nord de l'itinéraire de la gare de Blumberg-Zollhaus est également appelée le chemin de fer de la vallée d'Aitrach.

## Histoire
L'armée a joué un rôle déterminant dans la construction de la ligne. La ligne, qui a été ouverte en permanence en 1890, était destinée à servir de chemin de fer stratégique, également connu familièrement sous le nom de Kanonenbahn (chemin de fer à canons), dans une éventuelle guerre  contre la France, après celle de 1870/1871. Le trafic passager a été initialement interrompu par tronçons de 1967 à 1976. Sur la section centrale Weizen-Blumberg-Zollhaus, un chemin de fer-musée désormais bien connu dans la région est en service depuis 1977 et a transporté en 2006 plus de deux millions de passagers.  Sur la partie nord, le circuit est à nouveau exploité selon un horaire régulier dans le transport ferroviaire local de passagers depuis 2004. La société d'infrastructure ferroviaire responsable de l'ensemble du trajet est Bahnbetriebe Blumberg GmbH & Co. KG, une filiale des services municipaux de Blumberg. 
Le 8 septembre 2014, la ligne a été distinguée  par la Chambre fédérale des ingénieurs en tant que monument historique du génie civil en Allemagne.

## Infrastructure

### La ligne
L'itinéraire est à la lisière sud-est de la Forêt-Noire ou à l'extrémité nord-ouest des Randens. La section sud suit le cours de la Wutach depuis Lauchringen en bordure du Klettgau jusqu'à la halte de Lausheim - Blumegg. Dans la partie médiane, l'itinéraire tourne à 180 degrés par un tunnel en spirale et descend brièvement  pour passer dans la  vallée du Mühlbach au niveau du tunnel de Grimmelshofen. L'itinéraire suit le Mühlbach jusqu'au fond de la vallée près de Fützen et la traverse à l'aide de deux boucles ouvertes pour atteindre le tunnel de Buchberg après une dernière boucle . Un bon kilomètre après le portail du tunnel, dans la zone de la station Blumberg-Zollhaus, elle traverse la ligne de partage des eaux entre les bassins versants du Rhin et du Danube. Depuis la gare de Blumberg-Zollhaus, la partie nord de la ligne suit le cours de l'affluent Aitrach jusqu'à Hintschingen.
De Lauchringen à Grimmelshofen, la ligne traverse l'arrondissement de Waldshut, au sein de la commune de Blumberg, et l'arrondissement de Forêt-Noire-Baar ; le reste de l'itinéraire jusqu'au point final de Hintschingen traverse l'arrondissement de Tuttlingen. À Hintschingen, la ligne rejoint la ligne de la Forêt-Noire.

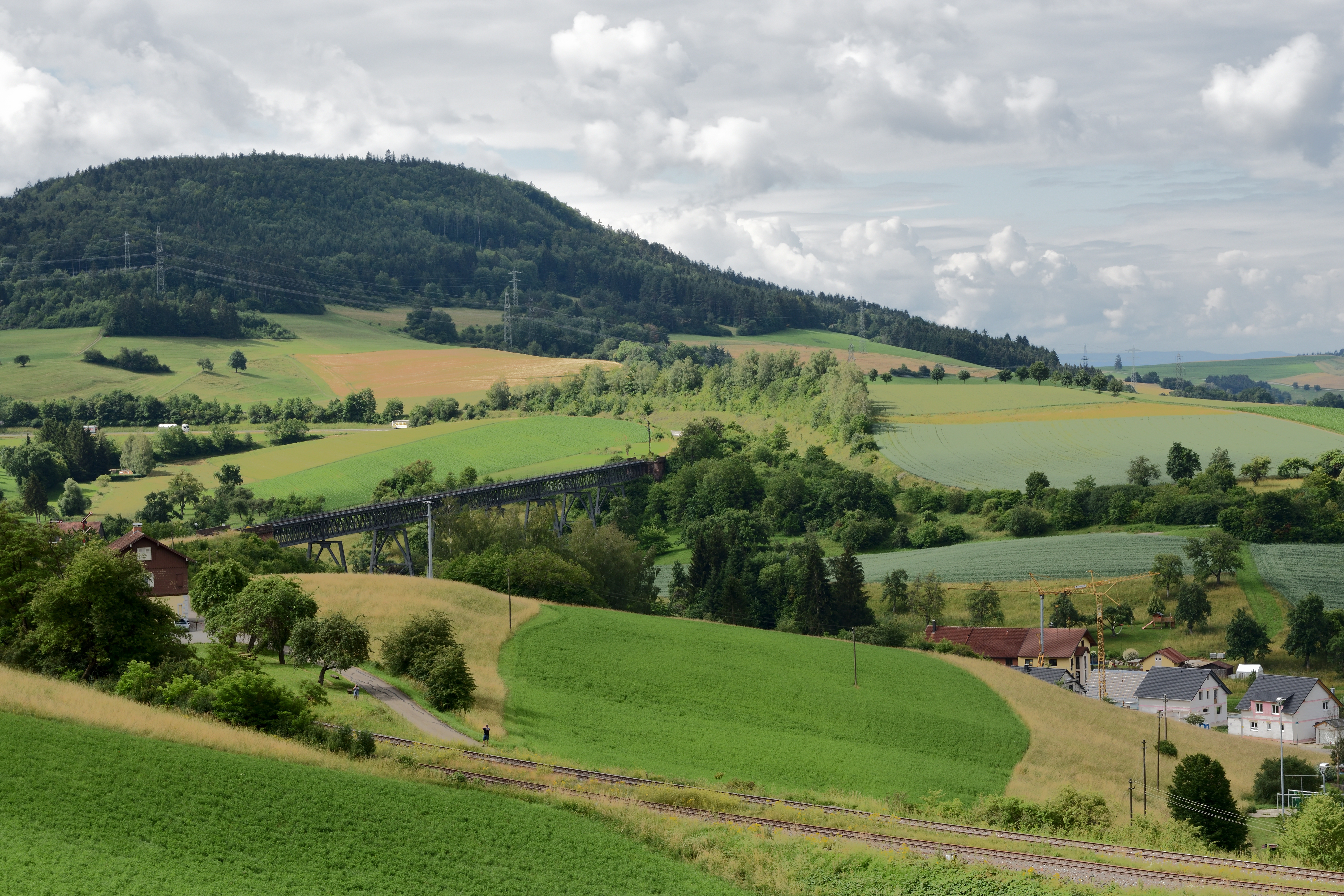
Le parcours sinueux avec la gare et la boucle d'Epfenhofen et du Bohlkopf (777 m), contreforts du Hohe Randen, en arrière-plan

### Gares et stations
Au cours de son histoire, des stations ont été renommées :
- la station de sortie sud de Lauchringen (de) s'appelait autrefois Oberlauchringen ;
- la gare d'Eggingen s'appelait à l'origine Untereggingen ;
- la gare du hameau a été rebaptisée Lausheim-Blumegg ;
- la gare d'Aulfingen a été remplacée en 2004 par l'arrêt Geisingen-Aulfingen ;
- la gare de Leipferdingen a été remplacée en 2004 par l'arrêt Geisingen-Leipferdingen ;
- la gare Kirchen-Hausen a été remplacée par l'arrêt Geisingen-Hausen en 2004.

Une exigence pour le chemin de fer stratégique Oberlauchringen-Immendingen était l'établissement de gares espacées de huit kilomètres pour permettre le dépassement ou la rencontre de trains militaires. En raison de cette condition, les gares d'Ofteringen, de Weizen, de Fützen et de Grimmelshofen ont été construites, avec de longues voies d'évitement, même si un seul évitement  aurait suffi pour le trafic local. Parmi les gares susmentionnées, Grimmelshofen et Fützen existent toujours, avec un bâtiment d'accueil. Les gares de Horheim et Ofteringen ont été fermées. Les constructions correspondaient aux normes des chemins de fer secondaires habituels à l'époque pour les chemins de fer grand-ducaux de Bade. Depuis la fermeture de la ligne, de nombreuses gares ont été démantelées ou complètement supprimées, comme cela s'est produit à Horheim, Ofteringen et Stühlingen. L'ancienne gare de Horheim dans le style typiquement badois de la construction Friedrich Eisenlohr, comprenant une halle de marchandises ouverte, a été démolie en 1986. L'ancienne gare d'Ofteringen a été supprimée en 1980.
Le point d'arrêt dans le village alors insignifiant de Wutöschingen n'a été approuvé qu'en 1914, mais n'a jamais été transformé en gare, car le chemin de fer de la vallée de Wutach circule sur l'étroite bande de la rive à la hauteur de Wutöschingen en rive droite de la Wutach ; il n'y avait donc pas assez d'espace pour l'expansion. La halte de Wutöschingen se composait de deux baraques en bois. Sur le plan opérationnel, il était sous le contrôle de la gare de Horheim jusqu'à ce que le service de trains réguliers soit interrompu, à l'exception de brèves exceptions pendant les deux guerres mondiales.

## Exploitation
En 1976, une association a été créée avec son siège à Blumberg. En mai 1977, un chemin de fer musée a été installé sur la ligne, mais il ne circule que dans la section médiane entre Weizen et Zollhaus-Blumberg. Cela s'est avéré extrêmement efficace et même rentable dès le départ. De cette façon, l'itinéraire pouvait être sauvé de la ruine finale. En 1988, l'itinéraire a reçu le statut de monument technique d'importance nationale à la suite d'importants travaux de rénovation des tunnels et des ponts dans les années suivantes, ce qui leur permet d'assurer leur survie au début du XXIe siècle.

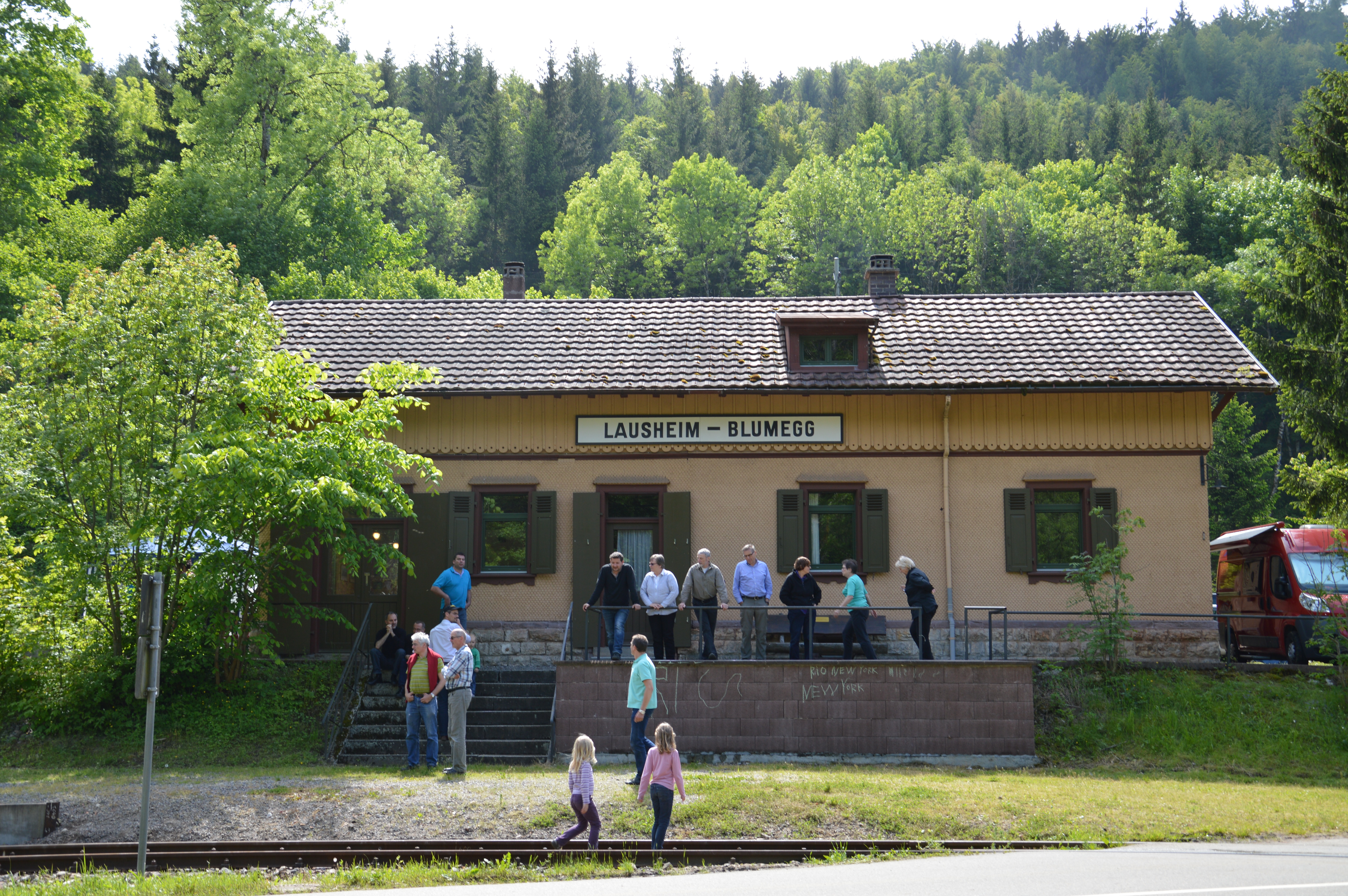
La gare de Lausheim-Blumegg (2013).
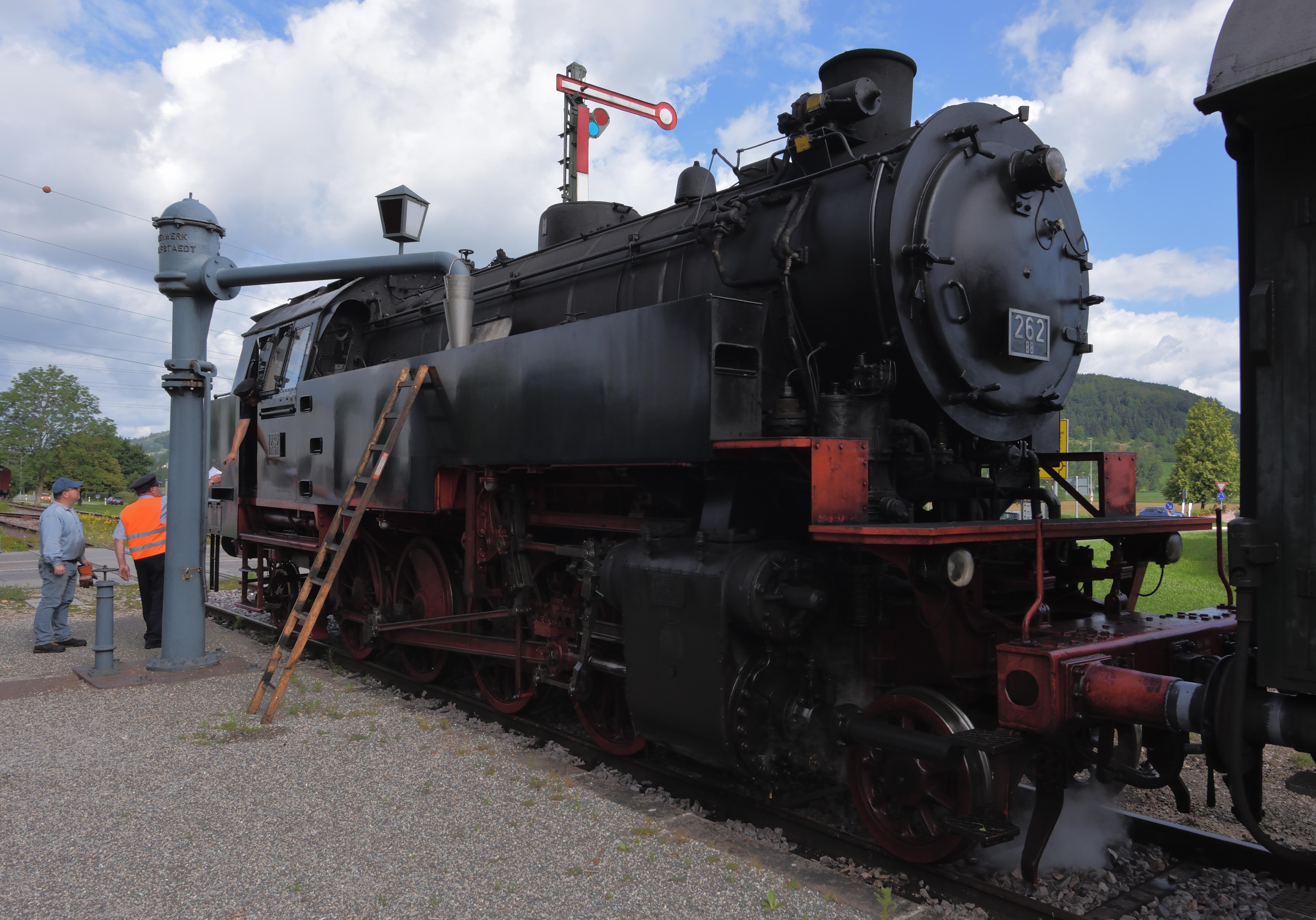
Locomotive 262 à la grue à eau en gare de Blumberg (2020).
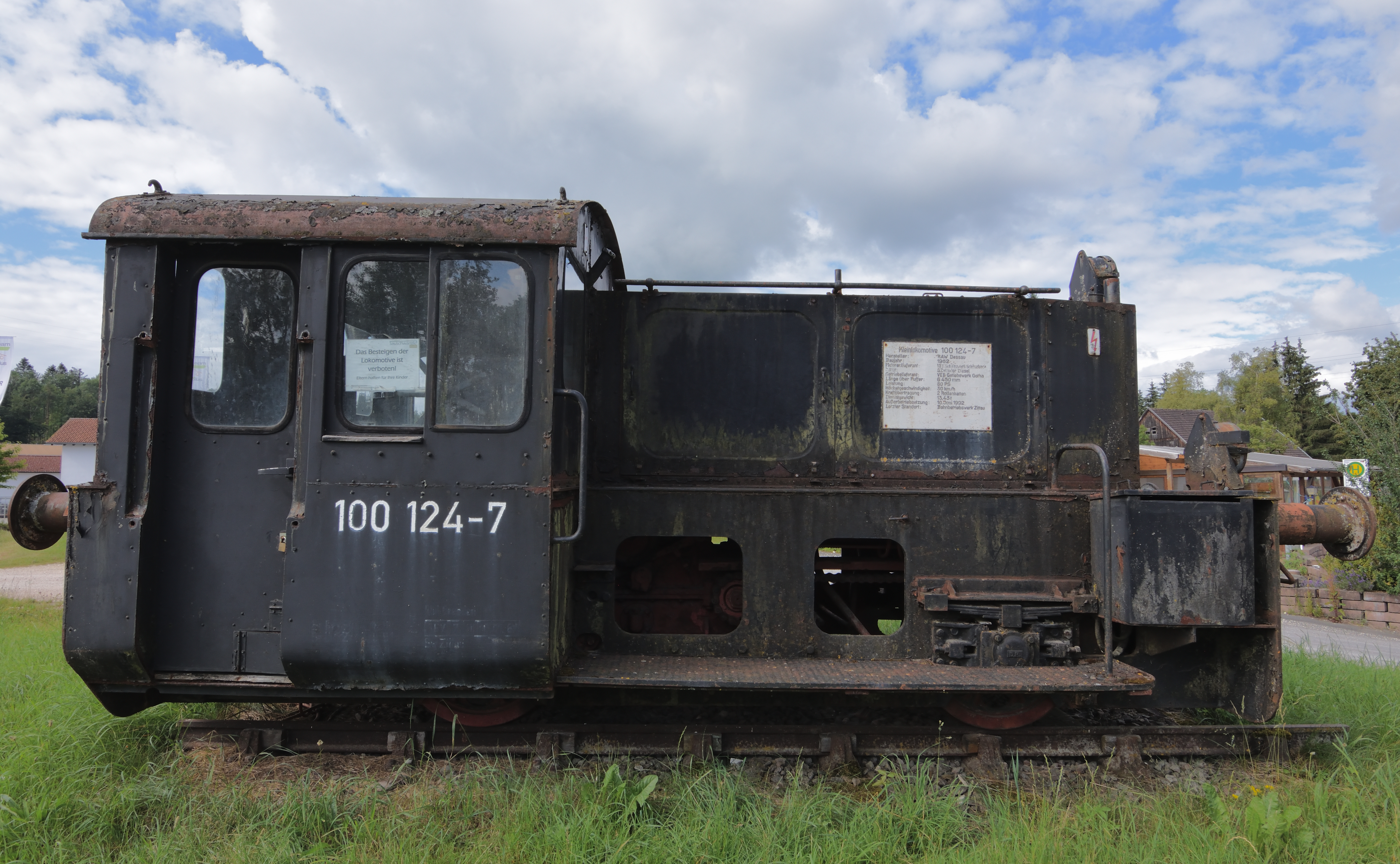
Locotracteur abandonné 100124-7 à Blumberg (2020).